# Resident Evil: Degeneration
Resident Evil: Degeneration conosciuto in Giappone con il titolo di Biohazard: Degeneration (バイオハザード:  ディジェネレーション Baiohazādo: dijenerēshon) è un film del 2008 diretto da Makoto Kamiya, ed è il primo lungometraggio animato dedicato alla saga
È una pellicola di fantascienza realizzata in computer grafica prodotta dalla Capcom, distribuita in DVD e Blu-Ray nel dicembre del 2008. Ha come protagonisti Leon S. Kennedy e Claire Redfield, già protagonisti di Resident Evil 2.
Il film, a differenza della saga interpretata da Milla Jovovich, da Welcome to Raccoon City e dalla serie Netflix in live action, segue le vicende e la linea temporale della saga videoludica, contribuendo a fare maggiore chiarezza su alcuni eventi rimasti insoluti e facendo da precursore ad alcuni degli argomenti trattati in seguito in Resident Evil 5, uscito nel marzo 2009.

## Trama
Sono passati sette anni dal disastro di Raccoon City (quindi ci troviamo nel 2005); affossata dallo scandalo seguito alla distruzione della città, la Umbrella Corporation ha dichiarato bancarotta, ma questo non è servito a eliminare il Virus-T dalla faccia della Terra.
Il pericoloso agente virale, infatti, è ancora in circolazione, e il cosiddetto bio-terrorismo sta diventando un fenomeno sempre più diffuso a livello globale. Secondo alcuni, dietro a tutti gli attentati vi sarebbe la mano del generale Miguel Grande, il dittatore di un non meglio identificato Paese del centrasia nemico degli Stati Uniti. 
Per tentare di contrastare questo fenomeno il Pentagono ha stanziato una grande quantità di denaro per portare avanti un programma di ricerca alternativo; a capo di questo programma vi è la WilPharma, una grossa multinazionale che però viene presto accusata dall'organizzazione per i diritti umani Terra Save di fare uso di cavie umane per i propri esperimenti.
La scena si sposta quindi all'aeroporto di Harvardville, una piccola cittadina che ospita, poco distante, la sede principale della Will Pharma, dove vengono condotti alcuni dei principali esperimenti sul Virus-T. Claire Redfield, sopravvissuta alla tragedia di Raccoon City, e ora membro attivo di Terra Save, arriva ad Harvardville, probabilmente per partecipare ad una manifestazione indetta dalla sua organizzazione contro il senatore Ron Davis, membro dello staff presidenziale e maggiore azionista della WilPharma, giunto a sua volta nella cittadina.
Proprio quando il senatore sta lasciando l'aeroporto un uomo infettato dal Virus-T, scambiato inizialmente per uno dei manifestanti che stanno bloccando l'ingresso, aggredisce il poliziotto che lo stava arrestando, e in breve la zona si riempie di contagiati. Nell'aeroporto si scatena il panico, anche dopo che un grosso aereo di linea, a bordo del quale era salito un passeggero infetto, si schianta contro il terminal in un tentativo di atterraggio.
L'intera struttura viene recintata dalla polizia, e una squadra dell'SRT viene allestita per portare in salvo le persone rimaste intrappolate all'interno; a capo della squadra viene messo Leon S. Kennedy, giunto apposta da Washington su ordine del presidente. Per evitare di accrescere il numero di contagiati Leon restringe il numero di partecipanti alla missione a tre sole persone: oltre a lui, nell'aeroporto entrano l'agente speciale Gregg Glen e il capitano Angela Miller. Dopo un faccia a faccia non molto piacevole con un nugolo di infetti il gruppo riesce a raggiungere la sala dove i sopravvissuti si sono rifugiati: oltre a Claire c'è lo stesso senatore Davis, la segretaria di quest'ultimo e Rani Chawla, la nipote di un'altra attivista di Terra Save che era andata a prendere Claire all'aeroporto.
Durante la fuga Gregg viene morso da un contagiato, e si sacrifica per permettere al resto del gruppo di guadagnare l'uscita.
Al termine dell'operazione l'aeroporto viene rapidamente ripulito da tutti gli infetti, e dopo poco al campo giungono alcuni camion della WilPharma, giunti lì per vaccinare i superstiti con uno straordinario ritrovato in grado di contrastare l'azione del Virus-T; l'ideatore del vaccino è il dottor Frederic Downing. Si scopre quindi che la WilPharma aveva sviluppato già da tempo il farmaco, ma a causa della perdita di credibilità ad opera di Terra Save non aveva potuto procedere alla vaccinazione di massa degli Stati Uniti, e questo getta Claire in uno stato di profonda inquietudine.
I camion coi vaccini però vengono distrutti improvvisamente da una bomba, e dopo poco al Governo degli Stati Uniti viene fatto pervenire un ultimatum: se entro mezzanotte il governo non renderà pubblico il proprio coinvolgimento negli studi condotti sul Virus-T da Umbrella Corporation e nel disastro di Raccoon City, i terroristi spargeranno il Virus-T in tutte le zone popolate degli Stati Uniti.
La sola speranza per evitare il disastro potrebbe essere l'arresto del dottor Curtis Miller, uno dei capi della WilPharma, che Claire aveva visto in aeroporto subito dopo la comparsa dei primi infetti. Angela, che si scopre essere la sorella minore di Curtis, si reca assieme a Leon a casa sua, ma al loro arrivo trovano l'abitazione in fiamme.
Nel frattempo Claire, ancora turbata dai sensi di colpa, accompagna il dottor Downing allo stabilimento della WillPharma per poter recuperare i dati attinenti al vaccino, scoprendo dallo stesso Frederic che la società è in possesso anche del Virus-G, reperito sul mercato nero.
Claire avverte Leon, che decide di raggiungerla assieme ad Angela, e subito dopo aver visto Curtis aggirarsi per la struttura Claire riceve una telefonata da Frederic, uscito momentaneamente dal suo ufficio, che la avverte della presenza di una bomba. L'ordigno esplode subito dopo, provocando gravi danni all'edificio e la fuga di agenti patogeni pericolosi, tra i quali il Virus-T.
Leon e Angela, giunti allo stabilimento, si dividono, e mentre Leon corre in aiuto di Claire, rimasta ferita nell'esplosione, Angela ritrova suo fratello: Curtis, il cui unico scopo è vendicare la moglie e la figlia, morte a Raccoon City, si è appena inoculato il Virus-G, trasformandosi davanti alla sorella in un gigantesco mostro. Il mostro in poco tempo si trasforma in una diversa forma, e fa presto strage della squadra di marine intervenuta per fermarlo, ma prima che possa aggredire anche Angela, Leon interviene in difesa di quest'ultima.
Contemporaneamente il computer centrale inizia la procedura per la messa in sicurezza dell'edificio (a forma di anello), facendo sprofondare in un gigantesco baratro, uno dopo l'altro, tutti i blocchi dei quali è composto. Angela rimane intrappolata, ritrovandosi faccia a faccia con Curtis, ma questi si ferma e, raccogliendo una foto caduta ad Angela dove si vede tutta la loro famiglia, lancia infine un urlo umano di dolore. Curtis, ritornato momentaneamente in sé, implora disperato la sorella di scappare da lui, prima che la parte mostro riprenda il sopravvento. Col tempo ottenuto, Leon, riesce tempestivamente a trarre in salvo Angela che le permette di fuggire durante la caduta dell'ultimo blocco. La parte mostro tuttavia, riprende il sopravvento su Curtis, che si aggrappa infine alla gamba di Angela, ma Leon lo finisce con un colpo alla testa, facendolo cadere nel vuoto.
Terminata la crisi, il senatore Davis raggiunge personalmente la struttura, e Claire, dopo aver scoperto che l'intero scontro con il mostro era stato registrato dalle telecamere della sorveglianza, lo affronta, credendo che sia lui l'artefice di tutti gli attentati, ma le sue deduzioni si rivelano errate.
In realtà Curtis era il responsabile solo dell'esplosione allo stabilimento della WilPharma, mentre il grande architetto del resto della vicenda è Frederic, un ex scienziato di Umbrella, che dopo aver rubato campioni del Virus-T e del Virus-G subito prima del disastro a Raccoon City aveva iniziato a lavorare con WilPharma per poter creare anche un vaccino, in modo da poter vendere l'intero pacchetto ai terroristi.
Leon, Claire e Angela lo raggiungono proprio mentre il dottore sta trattando via telefono col Generale Grande, arrestandolo e recuperando tutti i campioni: Frederic è condannato alla pena di morte.
Leon e Claire, terminata la loro nuova avventura, salutano Angela, pronta per rifarsi una nuova vita, e si separano, promettendosi di rincontrarsi.
Poco tempo dopo anche la WilPharma, a causa dello scandalo, entra in crisi, e tutte le sue ricerche vengono recuperate da una nuova multinazionale, la Tri-Cell.
La scena finale mostra il senatore Ron Davis assassinato nel suo studio e gli scienziati della Tri-Cell che recuperano tra le macerie dello stabilimento di WilPharma campioni del mostro: l'incubo continua.

## Citazioni di altre opere della serie
- Nel corso del film si ripete esattamente la stessa scena vista all'inizio di Resident Evil 2, quando Leon intima a Claire di abbassarsi per poter colpire gli infetti che tentano di aggredirla alle spalle.
- Come nei Live Action basati sul gioco, non viene mai usata la parola zombie.
- In questo film, per la prima volta, viene fatto riferimento alla Tricell, la multinazionale gestita dalla famiglia Travis che rileva le ricerche della Umbrella sugli agenti virali T e G, le Las Plagas e il virus Progenitor, protagonista di Resident Evil 5.
- Nel film fa un cameo Ingrid Hunnigan, l'agente del governo statunitense che durante buona parte delle vicissitudini di Resident Evil 4 si tiene in contatto con Leon, fornendogli indicazioni e suggerimenti.
- Quando Claire scopre dell'esistenza del Virus-G nella WilPharma, ha un flashback in cui fa un cameo William Birkin, antagonista del secondo capitolo, mentre si sta trasformando.
- Quando Claire esce dalla stanza decide di utilizzare come arma di difesa un ombrello con i colori rosso e bianco, oggetto che omaggia, in un certo qual modo, l'emblema della Umbrella Corporation, facendo anche una battuta sul fatto che ora è un ombrello (umbrella) a difenderla. Successivamente si sente il rumore della porta che viene chiusa a chiave. Ciò può essere indicato come in Resident Evil 2, quando Claire e Leon arrivarono alla centrale di polizia, la prima porta che Leon aprì trovandovi il poliziotto ferito si chiuse automaticamente dopo l'evento.
- Durante il corso del film Leon utilizza quasi sempre la stessa pistola che possiede all'inizio di Resident Evil 4, ovvero la Silver Ghost.
- Leon indossa lo stesso abito di Resident Evil 4, cioè quello con la giacca in pelle marrone e la classica maglietta attillata.
- Si può anche notare, in una sequenza, la presenza di una foto, che rappresenta i ricercatori Umbrella prima del disastro a Racoon City, nell'abitazione di Curtis Miller; chiaro riferimento alla foto presente in un enigma nel laboratorio del primo capitolo della serie videoludica.

## Sequel
Il 27 ottobre 2012 è uscito Resident Evil: Damnation sempre diretto da Makoto Kamiya